# Nové Losiny
Nové Losiny (německy Neu Ullersdorf) jsou částí obce Jindřichov v okrese Šumperk.

## Historie
Obec byla založena v roce 1561. Krátce na to byla založena osada Labe, tehdy zvaná Hohenelbe (později až do roku 1949 pod názvem Elba). Do roku 1918 byla čistě německá. V roce 1976 byla obec připojena k Jindřichovu.

### Vývoj počtu obyvatel
Údaje pocházejí z Vlastivědy šumperského okresu (včetně osad Labe a Josefová):
- 1834 – 1162 obyvatel ve 163 domech
- 1900 – 1191 obyvatel v 214 domech (vesměs Němci)
- 1950 – 461 obyvatel v 218 domech
- 1991 – 186 obyvatel v 53 domech

| Rok            | 1869 | 1880 | 1890 | 1900 | 1910 | 1921 | 1930 | 1950 | 1961 | 1970 | 1980 | 1991 | 2001 | 2011 | 2021 |
| -------------- | ---- | ---- | ---- | ---- | ---- | ---- | ---- | ---- | ---- | ---- | ---- | ---- | ---- | ---- | ---- |
| Počet obyvatel | 1258 | 1286 | 1229 | 1191 | 1263 | 1129 | 1150 | 461  | 445  | 315  | 245  | 190  | 149  | 172  | 114  |

## Kulturní památky
V katastru obce jsou evidovány tyto kulturní památky:
- Kostel sv. Isidora – jednolodní barokní stavba z let 1711–1714, upravený v letech 1777 a 1820; v areálu se nachází ještě:
  - sousoší Kalvárie – kamenická práce z 1. poloviny 19. století
- Kříž (u cesty do Jindřichova) – kamenická práce z roku 1858, skulptura neobvyklého seskupení, pozoruhodná naivností svého pojetí

## Přírodní pamětihodnosti
- Národní přírodní rezervace Šerák-Keprník
- Přírodní rezervace Františkov
- Přírodní rezervace Pod Slunečnou strání